# Betula luminifera
Betula luminifera — вид квіткових рослин з родини березових (Betulaceae). Росте у Китаї.

## Біоморфологічна характеристика

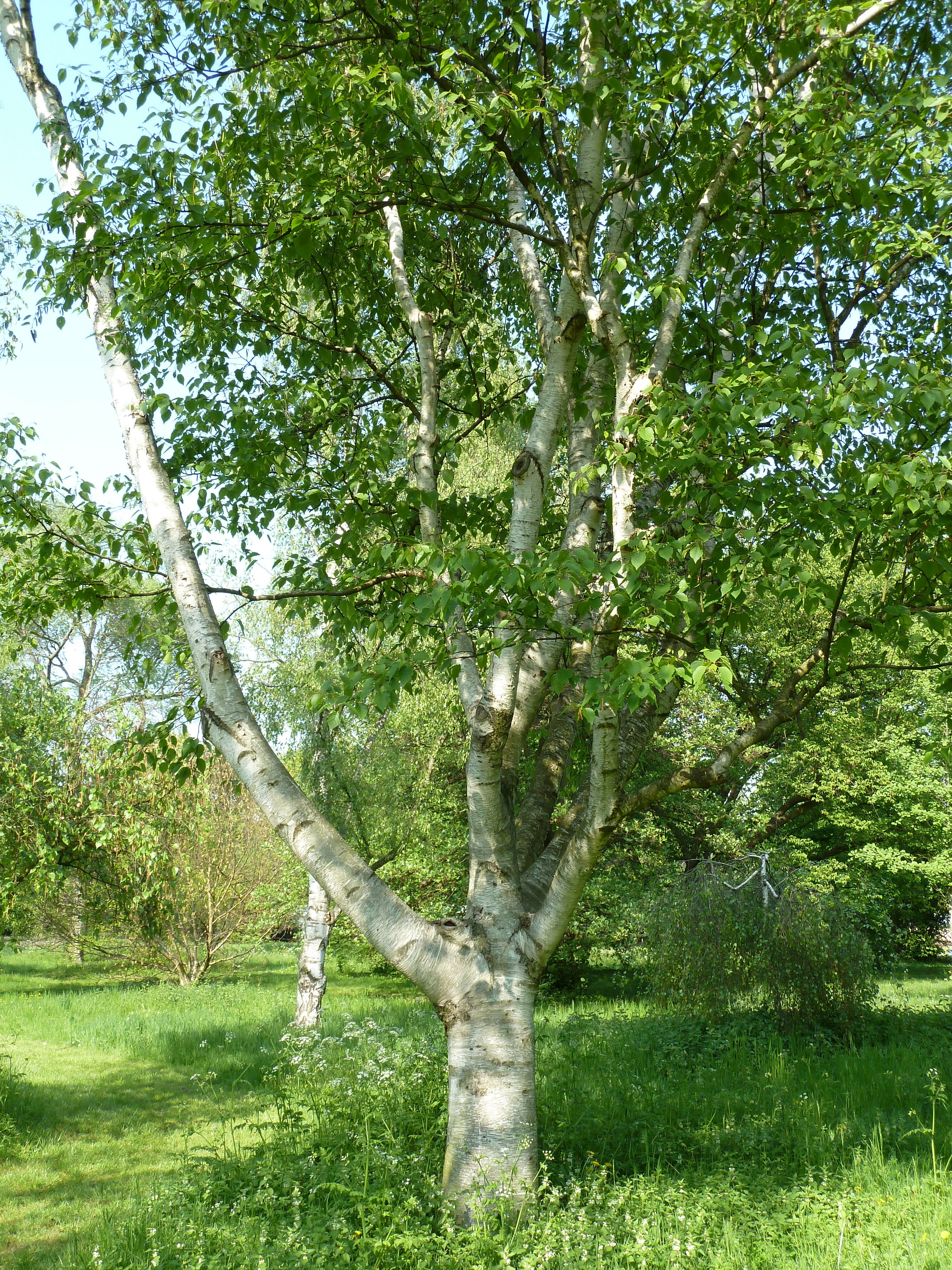

Це дерево, до 25 метрів заввишки. Кора темно-коричнева, гладка. Гілочки жовто-бурі, густо-жовто запушені, розріджено-смолисті залозисті, голі. Листкова ніжка 1–2 см, густо ворсиста та смолисто крапчаста. Листова довгаста, широковидовжена або видовжено-ланцетна, рідше еліптична або яйцювата, 4.5–10 × 2.5–6 см; абаксіально (низ) густо-смолиста, точкова, бородата в пазухах бічних жилок, у молодості адаксіально густо запушена, край нерівномірний і подвійно щетинчасто-пилчастий, верхівка мукронатна або хвостата. Жіночі суцвіття вузько-циліндричні, 3–9 см × 6–10 мм. Горішок яйцеподібний, ≈ 2 мм, слабоопушений, з плівчастими крилами шириною в 1–2 рази більше горішка.

## Поширення й екологія
Поширення: Китай (Гуйчжоу, Хенань, Юньнань, Гуансі, Хубей, Чжецзян, Хунань, Цзянсу, Фуцзянь, Цзянсі, Аньхой, Гуандун, Сичуань, Ганьсу, Шеньсі). Росте на висотах від 200 до 2900 метрів. Населяє широколистяні ліси на сонячних схилах гір.

## Використання
Деревина є твердою, дрібнозернистою та тонкою текстурою, і використовується для будівництва та виготовлення сільськогосподарських інструментів та меблів.